# Großzschepa
Großzschepa ist ein Ortsteil der Gemeinde Lossatal im Landkreis Leipzig in Sachsen. Der Ort liegt nördlich des Kernortes Wurzen an den Kreisstraßen K 8311 und K 8312. Am nördlichen Ortsrand fließt die Lossa, westlich des Ortes verläuft die S 19. Südlich erstreckt sich das 160 ha große Naturschutzgebiet Am Spitzberg und östlich das 40,6 ha große Naturschutzgebiet Kleiner Berg Hohburg.

## Geschichte
Am 1. Januar 2012 wurde Großzschepa nach Lossatal eingemeindet.

## Kulturdenkmale
In der Liste der Kulturdenkmale in Lossatal sind für Großzschepa acht Kulturdenkmale aufgeführt, darunter
- die Dorfkirche mit Kirchhof, Einfriedungsmauer, Rittergutsgrabmal und Denkmal für die Gefallenen des 1. Weltkrieges. Die Kirche aus Bruchsteinmauerwerk, im romanischen Kern wohl aus dem 13. Jahrhundert, ist eine einfache Saalkirche mit Westturm aus spätgotischer Zeit. Der Logenanbau stammt aus der ersten Hälfte des 18. Jahrhunderts, der Taufstein aus dem Jahr 1784 und der Kanzelaltar aus 1817.